# Arranco
Grêmio Recreativo Escola de Samba Arranco é uma escola de samba da cidade do Rio de Janeiro, situada na Rua Adolfo Bergamini, Nº 196, por coincidência, na mesma rua onde morou Zé Espinguela, e onde se realizou a primeira disputa entre escolas de samba, em 1929. Popularmente se chama Arranco de Engenho de Dentro pois foi criada e está sediada no bairro de Engenho de Dentro.

## História
Nos idos de 50, havia um bloco carnavalesco no subúrbio do Engenho de Dentro que por onde passava, empolgava e atraia muita gente. Era um Bloco de sujos, que desfilava no subúrbio Onde o Bloco passava "arrancava" as pessoas de suas casas e era uma grande festa quando esse Bloco passava. É por esse motivo que ficou decidido que o nome da nova agremiação seria Sociedade Recreativa e Carnavalesca Arranco.
O primeiro desfile do antigo bloco de sujos, Sociedade Recreativa Carnavalesca Arranco, foi organizado em 1965 (antes o bloco desfilava pelas ruas do Engenho de Dentro) na Praça Onze, passando a desfilar no primeiro grupo da Federação dos Blocos Carnavalescos da Cidade do Rio de Janeiro até a sua transformação em escola de samba. Onde o bloco passava "arrancava" as pessoas de suas casas e era feita uma grande festa. O Sr. Oscar Alves de Azevedo (falecido em 1994) foi fundador do bloco, que surgiu em 31 de dezembro de 1948.
Desta época, data uma grande rivalidade com um outro extinto bloco da região, o Vai se Quiser, que tinha as cores vermelho e branco.
O Arranco tem como data de fundação oficial o dia 21 de março de 1973, tendo com fundadores: Aynarim Manaia da Costa, Carlos Pertusier Silva, Claudir de Andrade, Djalma Ayres de Lima, Eros Mendes, Hélcio de Aguiar, Hélcio Guimarães Costa, Jocelyn Freitas Reis, Joubert Albuquerque Nascimento, Luiz Carlos Maciel, Oscar Alves de Azevedo, Sebastião Pereira, Reinaldinho Martins, Walmir da Costa Neves, Walter José da Silva, Walter Ribeiro e seu lema Lema é: Na ilusão desta Avenida, o Arranco é todo amor! e a Portela foi convidada para ser a madrinha da agremiação do Engenho de Dentro, foram adotados as cores Branca e Azul, usando como símbolo o falcão.
Em seu primeiro ano de desfile, em 1974, o Arranco apresentou o enredo “Estrela Dalva” e ficou com a sétima colocação. Logo em seu segundo ano de desfile, o ganhou seu primeiro título, com o enredo “Ajuim-obá” e surpreende a imprensa que era contra a sua criação. Desde lá , participou duas vezes do desfile principal: (1978 e 1989, sem, no entanto, conseguir se firmar no grupo.

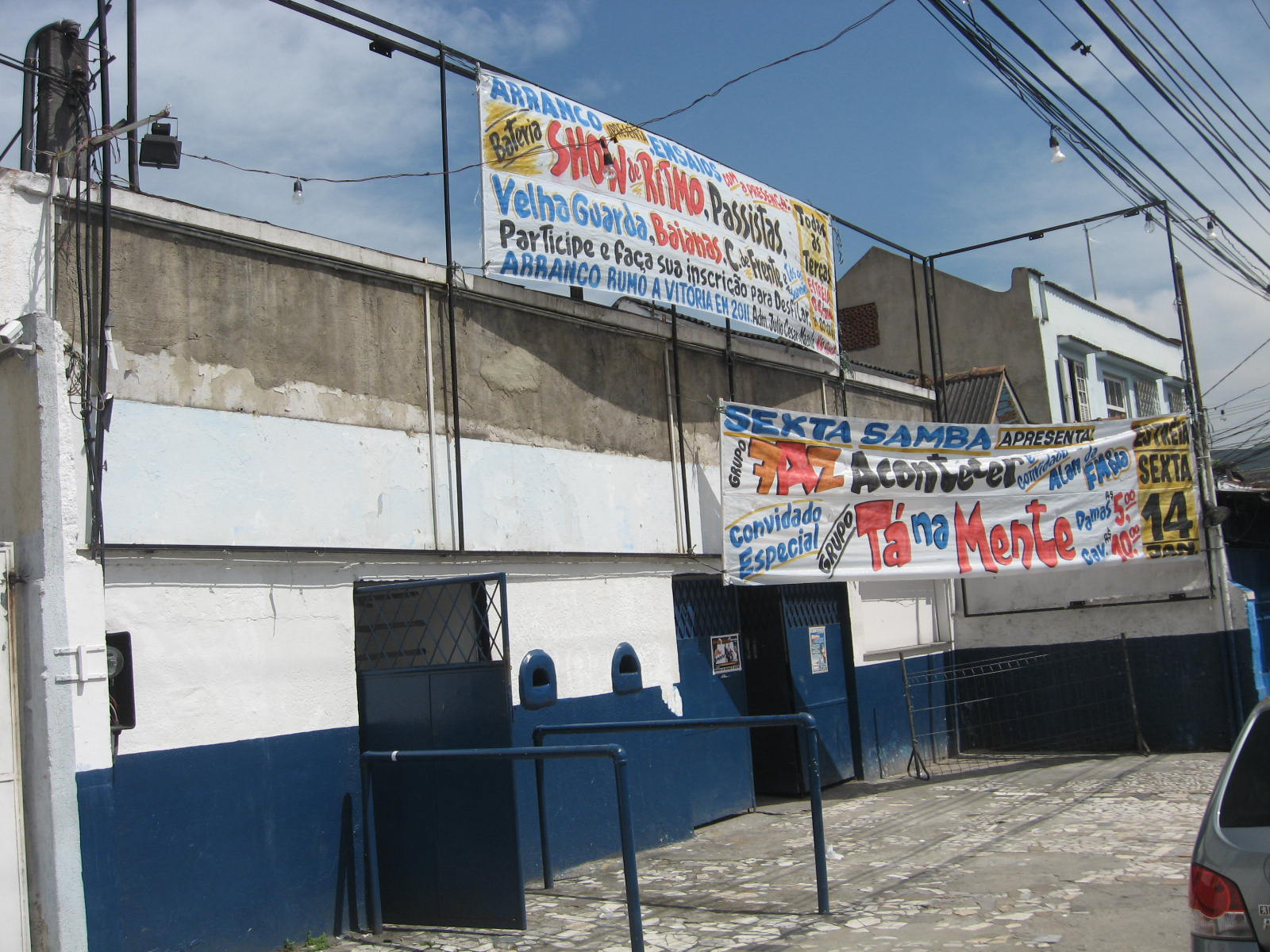
Arranco

Durante sua trajetória, a escola conquistou mais títulos: 1984 e 1988, pelo Grupo 1-B, segunda divisão; e 1996, pelo Grupo B, terceira divisão do carnaval carioca. A escola conquistou por duas vezes o prêmio Estandarte de Ouro do jornal O Globo de melhor samba do Segundo Grupo: em 1977, pelo samba “Loguns, príncipe do Efan”, e em 2006, com o samba “Gueledes, o retrato das almas.
O retorno para o Grupo A veio no ano de 2005, com a reedição do enredo “Quem vai querer?”, o Arranco balançou o sambódromo com a melhor apresentação da noite. Abertos os envelopes, o resultado foi um empate junto com a Estácio de Sá, o Arranco só ficou com o vice-campeonato após o desempate, o que não foi suficiente para ofuscar a alegria e o sentimento do título do Grupo B. Ano de grande sucesso a agremiação ganha mais 2 troféus S@mba Net: Melhor Bateria e Melhor Casal de Mestre-Sala e Porta-Bandeira (Diego Falcão e Alessandra Bessa). A volta ao Grupo A inicia com a escolha de um dos melhores sambas-enredo da história.
Tido como o grande samba do carnaval 2006, contando todos os grupos das escolas de samba, a obra que musicou o enredo “Guelédés, o retrato da alma”, marca também o retorno de dois ídolos do Arranco: Sylvio Paulo e Juan Espanhol, que não concorriam há anos nas disputas de samba e juntamente com Fernandinho, Bira Só Pagode e Bola compuseram o histórico samba de 2006. O desfile foi suficiente para a permanência da escola no Grupo A, mas o sucesso desse ano foi mesmo o samba-enredo. Faturou todas as premiações possíveis de Melhor Samba Enredo: o Estandarte de Ouro; o troféu S@mba net, o troféu Jorge Lafond e o troféu do jornal Tribuna da Imprensa.
Em 2007, com uma fraca apresentação a escola foi rebaixada novamente para o Grupo de acesso B, mas o desfile teve marcas boas, como a apresentação da bateria da escola, premiada com o Troféu S@mba Net de Melhor Bateria do Grupo A. Apesar das grandes dificuldades administrativas que o Arranco teve em 2007, a escola se superou e surpreendeu a todos com a brilhante apresentação em 2008, ficando na quarta colocação, recebendo ainda o prêmio S@mba Net de melhor ala de passistas.
Para o carnaval de 2009, a escola trouxe como intérprete Leléu, vindo da Independente da Praça da Bandeira, o diretor de bateria Mestre Esteves. Naquele ano, apresentou o enredo O Arranco é todo amor... quando, desfilando já de manhã, obteve a quarta colocação, com 239 pontos.
No carnaval 2012, a escola desenvolveu um enredo sobre a dança, e acabou rebaixada para o Carnaval da Intendente Magalhães, ao cair do Grupo B para o Grupo C. No entanto com a criação da "série A", e a ascensão automática de todas as escolas do Grupo B para o segundo grupo, a escola permaneceu no terceiro grupo para 2013. Nesse ano, Severo Luzardo passou a para ocupar o posto de carnavalesco, abordando em seu desfile o teatro e circo.
Em 2014, o ex-rei momo Alex de Oliveira foi o carnavalesco da agremiação, desenvolvendo um enredo sobre a cidade mineira de São Lourenço. Como o intérprete Lequinho iria participar do carro de som da Mangueira, o jovem Lucas Donato assumiu o microfone principal da escola nesse carnaval.
Após obter o 6° lugar em 2015 com a reedição do samba-enredo de 2001, o Arranco, ao obter o 15° lugar com o enredo sobre o bairro de origem, o Engenho de Dentro, foi rebaixado para a Série C. Para 2017, a escola anunciou um enredo em homenagem à então presidente do Acadêmicos do Salgueiro, Regina Celi, ficando com o sexto lugar.
No carnaval de 2020, a escola terminou na sétima colocação ao reeditar “Guelédés, o retrato da alma”, clássico enredo de 2006, que voltou a avenida como uma homenagem ao intérprete Juan Espanhol, um dos autores do samba, que faleceu em fevereiro de 2019, uma semana antes do carnaval. Já em 2022, o Arranco homenageou o cantor Alceu Valença e conquistou o acesso à Série Ouro e a volta à Sapucaí após 10 anos ao vencer o desfile de sexta-feira na Série Prata.
Para o carnaval de 2023, o Arranco terá como enredo a história de Zé Espinguela, que realizou a primeira disputa entre escolas de samba, em 1929, na mesma rua onde atualmente está a quadra da escola. O tema é de autoria de Antonio Gonzaga, artista plástico e compositor, que vai estrear como carnavalesco. A escola ainda trouxe outros reforços como o intérprete Diego Nicolau, egresso da Unidos de Padre Miguel. Com uma apresentação segura na abertura dos desfiles, a escola consegue o décimo segundo lugar na apuração.
Após o carnaval, Antonio Gonzaga se transfere para a Portela. Para seu lugar a escola contrata o carnavalesco Nicolas Gonçalves, egresso do carnaval de Guaratinguetá, com história de trabalhos bem sucedidos no Carnaval Virtual e no Carnaval de Maquete. O intérprete Diego Nicolau é dispensado e, para fazer dupla com Pâmela Falcão, o Arranco contrata Thiago Acácio, com passagem por escolas da Intendente Magalhães. Para o carnaval de 2024, o Arranco anunciou um enredo sobre a história da médica Nise da Silveira. A escola teve seu desfile elogiado por público e crítica, conquistando o Estandarte de Ouro na categoria Prêmio Fernando Pamplona. No julgamento oficial do carnaval da Série Ouro, o Arranco se classificou em décimo quarto lugar, ficando a um décimo da zona de rebaixamento. Após o desfile, o carnavalesco Nicolas Gonçalves se desliga da agremiação ao se transferir para o carnaval de São Paulo.
Para o carnaval de 2025, a escola contrata a carnavalesca Annik Salmon, desligada da Mangueira. O enredo escolhido foi "Mães que alimentam o sagrado", sobre as mães do Brasil.

## Carnavais
| Legenda: * Sem informação disponível |

| Arranco | Arranco                                                 | Arranco                                         | Arranco | Arranco                                                                     | Arranco                  |
| Ano     | Colocação                                               | Divisão                                         | Enredo | Carnavalesco                                                                | Ref.                     |
| ------- | ------------------------------------------------------- | ----------------------------------------------- | --- | --------------------------------------------------------------------------- | ------------------------ |
| 1974    | 7.º Lugar                                               | Grupo 3 (terceira divisão)                      | "Estrela Dalva" (Compositores do samba: Juan Espanhol e Nilson Di) | *                                                                           | [ 9 ]                    |
| 1975    | Campeã (Promovida)                                      | Grupo 3 (terceira divisão)                      | "Ajuim-Obá" (Compositor do samba: Juan Espanhol) | *                                                                           |                          |
| 1976    | 5.º Lugar                                               | Grupo 2 (segunda divisão)                       | "Piabiru, o Caminho da Montanha do Sol" (Compositor do samba: Juan Espanhol) | *                                                                           |                          |
| 1977    | Vice-campeã (Promovida)                                 | Grupo 2 (segunda divisão)                       | "Logum, o Príncipe de Efam" (Compositores do samba: Dimas Cordeiro, Capelo e Pipico) | Sylvio Cunha e Roberto Roquete                                              |                          |
| 1978    | 10.º Lugar (Rebaixada)                                  | Grupo 1 (primeira divisão)                      | "Sonho Infantil" (Compositores do samba: Aldyr do Arranco e Sinval Vovô) | Nílton Lemos e Barreto                                                      |                          |
| 1979    | 4.º Lugar                                               | Grupo 1B (segunda divisão)                      | "Quem Conta Um Conto Aumenta Um Ponto" (Compositores do samba: Juan Espanhol e Nilson Di) | Geraldo Cavalcanti                                                          |                          |
| 1980    | Vice-campeã                                             | Grupo 1B (segunda divisão)                      | "O Guarani" (Compositores do samba: Gilsinho, Paulo Samara e Pico) | Geraldo Cavalcanti                                                          |                          |
| 1981    | 8.º Lugar                                               | Grupo 1B (segunda divisão)                      | "Ou Isto ou Aquilo" (Compositores do samba: Wandrey Dedeco, Silvio Paulo e Ormindo) | Geraldo Cavalcanti                                                          |                          |
| 1982    | 11.º Lugar (Rebaixada)                                  | Grupo 1B (segunda divisão)                      | "Como Vencer na Vida sem Fazer Força" (Compositores do samba: Nilson Di, Juan Espanhol e Dimas Cordeiro) | Geraldo Cavalcanti                                                          |                          |
| 1983    | 6.º Lugar                                               | Grupo 2A (terceira divisão)                     | "Até Parece que Foi Ontem" (Compositores do samba: Carlinhos Maciel e Cláudio Nascimento) | Hector Higino                                                               |                          |
| 1984    | Campeã (Empatada com UPM) (Promovida)                   | Grupo 2A (terceira divisão)                     | "As Aves que Aqui Gorjeiam" (Compositores do samba: Sylvio Paulo e Juan Espanhol) | Hector Higino                                                               | [ 10 ]                   |
| 1985    | 3.º Lugar                                               | Grupo 1B (segunda divisão)                      | "Chuê, Chuá, Moranguetá Cruz Credo" (Compositores do samba: Sylvio Paulo e Juan Espanhol) | José Eugênio                                                                |                          |
| 1986    | 6.º Lugar                                               | Grupo 1B (segunda divisão)                      | "Sai Mais Uma" (Compositores do samba: Sylvio Paulo, Juan Espanhol e Nilson Di) | José Eugênio                                                                |                          |
| 1987    | 5.º Lugar                                               | Grupo 2 (segunda divisão)                       | "Tradição de Uma Raça" (Compositores do samba: José Eugênio e Ormindo) | José Eugênio                                                                | [ 11 ]                   |
| 1988    | Campeã (Promovida)                                      | Grupo 2 (segunda divisão)                       | "Pra Ver a Banda Passar, Cantando Coisas de Amor" (Compositores do samba: Sylvio Paulo e Juan Espanhol) | Carlinhos de Andrade, César Azevedo e Roberto Costa                         |                          |
| 1989    | 17.º Lugar (Rebaixada)                                  | Grupo 1 (primeira divisão)                      | "Quem Vai Querer?" (Compositores do samba: Juan Espanhol, Sylvio Paulo e Jarbas da Cuíca) | Milton Siqueira e Sérgio Faria                                              |                          |
| 1990    | 7.º Lugar                                               | Grupo A (segunda divisão)                       | "Do Leite de Cabra ao Silicone" (Compositores do samba: Mazola, Carlinhos Cachambi e J. Carlos) | Milton Siqueira e Sérgio Faria                                              |                          |
| 1991    | 7.º Lugar                                               | Grupo A (segunda divisão)                       | "Barracão, Pregos, Panos e Paetês" (Compositores do samba: Capelo, Marcus do Cavaco e Edimar) | Cida Donato e Verônica Marinho                                              |                          |
| 1992    | 4.º Lugar                                               | Grupo A (segunda divisão)                       | "Mandacaru, Fruta-flor do Querer" (Compositores do samba: Adil, Evandro Bocão e André Diniz) | Sylvio Cunha                                                                |                          |
| 1993    | 14.º Lugar                                              | Grupo A (segunda divisão)                       | "Acredite Se Quiser" (Compositores do samba: Edmar, Elias, Davi, Tião Malandro e Paulo Passaporte) | Renato Dias e Rosângela Aquino                                              |                          |
| 1994    | 9.º Lugar                                               | Grupo A (segunda divisão)                       | "Sapucaia Oroca" (Compositores do samba: Marinho da Dina e Neguinho do Pagode) | Márcio Billo                                                                |                          |
| 1995    | 16.º Lugar (Rebaixada)                                  | Grupo A (segunda divisão)                       | "Ria, Se Puder" (Compositores do samba: Elias, Serafim, Leoci, David e J. Alberto) | Jorge Freitas                                                               |                          |
| 1996    | Campeã (Promovida)                                      | Grupo B (terceira divisão)                      | "Ser Brasil, Ser Brasileiro" (Compositores do samba: Nilson Di, Ormindo e J. Comunidade) | Jorge Freitas                                                               |                          |
| 1997    | 8.º Lugar (Rebaixada)                                   | Grupo A (segunda divisão)                       | "Chico Anísio, 50 Anos de Humor" (Compositores do samba: Ormindo, Juan Espanhol, Fernando, J. Comunidade e Nilson Di) | Nilson Ramam e Jorge Freitas                                                |                          |
| 1998    | 6.º Lugar                                               | Grupo B (terceira divisão)                      | "A Lenda do Aguapé na Tribo do Yacaré" (Compositores do samba: Tião Malandro, PC e Bira Só Pagode) | Roberto de Oliveira e Eduardo Vylaronn                                      |                          |
| 1999    | 4.º Lugar                                               | Grupo B (terceira divisão)                      | "Numa Fuga Alucinada, Entre Piolhos e Galinhas, Veio Até Uma Rainha" (Compositores do samba: PC, Tião Malandro e Deny do Cavaco) | Paulo Barros                                                                |                          |
| 2000    | 7.º Lugar                                               | Grupo B (terceira divisão)                      | "Brasil, 500 Anos em Três Raças" (Compositores do samba: Wandrey Dedeco, Jorge Vela e Edson Batista) | Paulo Barros                                                                |                          |
| 2001    | 4.º Lugar                                               | Grupo B (terceira divisão)                      | "Oh, que Saudades que Eu Tenho!" (Compositores do samba: Carlinhos Maciel, Dedeco, Edinho e Jorge Vela) | Paulo Barros                                                                |                          |
| 2002    | 4.º Lugar                                               | Grupo B (terceira divisão)                      | "Feira de São Cristóvão, o Nordeste Também É Aqui" (Compositores do samba: Jorge Touro, Barão e Luizinho da Abolição) | Carlos Louzada                                                              |                          |
| 2003    | 6.º Lugar                                               | Grupo B (terceira divisão)                      | "Saravá! Negritude, Saravá!" (Compositores do samba: Edson Batista, Neguinho do Pagode e Silmar da Silva) | Antônio Sérgio                                                              |                          |
| 2004    | 8.º Lugar                                               | Grupo B (terceira divisão)                      | "Maria Augusta, o Sonho nas Estrelas" (Compositores do samba: Bira Só Pagode, Tuil Pontes, Lula e Gutinho) | Amarildo de Mello                                                           |                          |
| 2005    | Vice-campeã (Promovida)                                 | Grupo B (terceira divisão)                      | "Quem Vai Querer?" (Reedição do enredo de 1989) (Compositores do samba: Juan Espanhol, Sylvio Paulo e Jarbas da Cuíca) | Jorge Caribé                                                                |                          |
| 2006    | 7.º Lugar                                               | Grupo A (segunda divisão)                       | "Gueledés, o Retrato da Alma" (Compositores do samba: Sylvio Paulo, Juan Espanhol, Fernando, Bola e Bira Só Pagode) | Jorge Caribé                                                                |                          |
| 2007    | 10.º Lugar (Rebaixada)                                  | Grupo A (segunda divisão)                       | "Sinfonia Brasileira das Quatro Estações" (Compositores do samba: Carlinhos Maciel, Marcelo Poesia, Jairo do Recreio e Zilmar Conde) | Ilvamar Magalhães                                                           |                          |
| 2008    | 4.º Lugar                                               | Grupo B (terceira divisão)                      | "Andanças e Folias" (Compositores do samba: Lequinho, Rodrigo Maia, Harley Souza e Wando Orelha) | Severo Luzardo                                                              |                          |
| 2009    | 4.º Lugar                                               | Grupo RJ-1 (terceira divisão)                   | "O Arranco É Todo Amor..." (Compositores do samba: Lequinho, Wando Orelha, Luiz Carlos Russo e Wiversom Machado) | Severo Luzardo e Edson Pereira                                              |                          |
| 2010    | Vice-campeã                                             | Grupo RJ-1 (terceira divisão)                   | "Bendita Baderna Numa Rua Chamada Felicidade" (Compositores do samba: Bira Só Pagode, Jorge Ripper, PC e Henrique César) | Severo Luzardo                                                              |                          |
| 2011    | 4.º Lugar                                               | Grupo B (terceira divisão)                      | "Arranco Aplausos para Exaltar a Mulher Brasileira em Primeiro Lugar" (Compositores do samba: Junior Parente, Rogério Soares, Torres, Péricles Amigos da Esquina e Luiz Carlos Russo)                                                                                            | Sandro Gomes, Walter Guilherme e Morgana Basto                              |                          |
| 2012    | 11.º Lugar                                              | Grupo B (terceira divisão)                      | "Nasceu, Balançou, Dançou" (Compositores do samba: Luiz do Peixe, Zacarias, Vel do Cajú, Marcelo Bezerra e Marquinho Foca) | Marco Antônio                                                               |                          |
| 2013    | Vice-campeã                                             | Grupo B (terceira divisão)                      | "Boca de Cena" (Compositores do samba: Alyson Oliveira, Edson Batista, Jr. Escafura e Tião Pinheiro) | Severo Luzardo                                                              | [ 4 ]                    |
| 2014    | 7.º Lugar                                               | Grupo B (terceira divisão)                      | "Aqua Vitae, Ignis Dei! Água da Vida, Fogo de Deus....São Lourenço Nosso Guia!" (Compositores do samba: Juan Espanhol, Fernando, Niltinho Tristeza, Rogério Soares, Juliano Centeno e Rodney)                                                                                    | Alex de Oliveira                                                            | [ 5 ] [ 6 ] [ 7 ] [ 12 ] |
| 2015    | 6.º Lugar                                               | Série B (terceira divisão)                      | "Oh! Que Saudades que Eu Tenho" (Reedição do enredo de 2001) (Compositores do samba: Carlinhos Maciel, Dedeco, Edinho e Jorge Vela) | Dina Quirino, Simone Azevedo, July July, Olga, Nelio Azevedo e Orlando Leal | [ 13 ]                   |
| 2016    | 15.º Lugar (Rebaixada)                                  | Série B (terceira divisão)                      | "Pelo Engenho de Dentro, de Amores Eu Me Arranco!" (Compositores do samba: Luiz Fernando, Fábio Maciel, Nego Vinny, Alexandre Pitt e Júlio Cesar do Táxi) | Julio Cesar Farias                                                          | [ 14 ] [ 15 ]            |
| 2017    | 6.º Lugar                                               | Série C (quarta divisão)                        | "Arranco Apresenta: Regina Celi e Salgueiro - Uma História de Amor Sem Ponto Final" (Compositores do samba: Luiz Fernando, Hélio Porto, João Paulo Barros, Wallace do Cavaco) | Julio Cesar Farias                                                          | [ 16 ]                   |
| 2018    | 5.º Lugar                                               | Série C (quarta divisão)                        | "Por Uma Ponte ao Som do Mar, Cidade Sorriso Vamos Navegar" (Compositores do samba: Moisés Santiago, Alexandre Cabeça, Mariano Araújo, Wagner Mariano e Paulo Shell) | Júlio César Farias                                                          | [ 17 ]                   |
| 2019    | 8.º Lugar (Promovida)                                   | Série C (quarta divisão)                        | "Arlindo Cruz - O Partideiro Imperiano" (Compositores do samba: Arlindo Neto e cia.) | Júlio Cesar Farias e Luana Rios                                             | [ 18 ]                   |
| 2020    | 7.º Lugar                                               | Especial da Intendente (terceira divisão)       | "Gueledés, o Retrato da Alma" (Reedição do enredo de 2006) (Compositores do samba: Sylvio Paulo, Juan Espanhol, Fernando, Bola e Bira Só Pagode) | Júlio Cesar Farias e Luana Rios                                             | [ 19 ] [ 20 ]            |
| 2021    | Não houve desfile devido a pandemia de Covid-19         | Não houve desfile devido a pandemia de Covid-19 | Não houve desfile devido a pandemia de Covid-19 | Não houve desfile devido a pandemia de Covid-19                             | [ 21 ]                   |
| 2022    | Campeã da segunda noite / Vice-campeã geral (Promovida) | Série Prata - Segunda noite (terceira divisão)  | "Arranco Anuncia: Alceu Valença, o Rei do Frevo e do Maracatu" (Compositores do samba: Junior Fionda, Fabio Turko, Miltinho Tristeza, Rogério Santa Cruz, Alex Magno, Fagundinho e Gigi da Estiva)                                                                               | Julio Cesar Farias e Walter Guilherme                                       | [ 22 ] [ 23 ]            |
| 2023    | 12.º Lugar                                              | Série Ouro (segunda divisão)                    | "Zé Espinguela - Chão do Meu Terreiro" (Compositores do samba: Junior Fionda, Niltinho Tristeza, Antônio Carlos, Rafael Pereira, Marcelinho Santos, Alex Magno, Rogério Santa Cruz, Gigi da Estiva, Tem-Tem Jr, João Afonso, Vinicius Sarciá, Valtinho Botafogo e Diego Nicolau) | Antonio Gonzaga                                                             | [ 8 ]                    |
| 2024    | 14.º Lugar                                              | Série Ouro (segunda divisão)                    | "Nise - Reimaginação da Loucura" (Compositores do samba: Gegê Fernandes, Negô Vinny, Robson Ramos, Niu Souza, Bello e Dilson Marimba) | Nicolas Gonçalves                                                           | [ 8 ]                    |
| 2025    | 7.º Lugar                                               | Série Ouro (segunda divisão)                    | "Mães que Alimentam o Sagrado" (Compositores do samba: Nego Vinny, Jr Fionda, Cláudio Russo, Vando Cardoso, Gabriel Sorriso e Manolo) | Annik Salmon                                                                | [ 24 ]                   |
| 2026    |                                                         | Série Ouro (segunda divisão)                    | "A Gargalhada é o Xamego da Vida" | Annik Salmon                                                                | [ 25 ]                   |

## Títulos
| Títulos do Arranco | Títulos do Arranco | Títulos do Arranco |
| ------------------ | ------------------ | ------------------ |
| Divisão            | Títulos            | Carnavais          |
| Segunda divisão    | 1                  | 1988               |
| Terceira divisão   | 3                  | 1975, 1984, 1996   |

## Premiações
Prêmios recebidos pelo GRES Arranco.
| Ano  | Prêmio                      | Categoria / premiados | Divisão | Ref.   |
| ---- | --------------------------- | --- | ------- | ------ |
| 1977 | Estandarte de Ouro          | Samba-enredo do Grupo 2 (Atual Série A) ("Logum, o príncipe do Efam" - Compositores: Capelo, Dimas Cordeiro e Pipico)                           | Grupo 2 | [ 26 ] |
| 1978 | Estandarte de Ouro          | Revelação (Jorge Picapau) | Grupo 1 | [ 27 ] |
| 1989 | Estandarte de Ouro          | Passista masculino (Carlinhos Café) | Grupo 1 | [ 28 ] |
| 2000 | S@mba-Net                   | Comissão de frente | Grupo B | [ 29 ] |
| 2000 | S@mba-Net                   | Ala das baianas | Grupo B | [ 29 ] |
| 2001 | S@mba-Net                   | Comissão de frente | Grupo B | [ 30 ] |
| 2001 | S@mba-Net                   | Conjunto de fantasias | Grupo B | [ 30 ] |
| 2003 | S@mba-Net                   | Ala das baianas | Grupo B | [ 31 ] |
| 2005 | S@mba-Net                   | Melhor desfile | Grupo B | [ 32 ] |
| 2005 | S@mba-Net                   | Bateria (Diretores responsáveis: Mestres Capoeira e Pica-Pau)                                                                                   | Grupo B | [ 32 ] |
| 2005 | S@mba-Net                   | Casal de Mestre-sala e Porta-bandeira (Diego Falcão e Alessandra)                                                                               | Grupo B | [ 32 ] |
| 2005 | Troféu Jorge Lafond         | Enredo ("Quem vai querer?") | Grupo B | [ 33 ] |
| 2005 | Troféu Jorge Lafond         | Intérprete (Leonardo Bessa) | Grupo B | [ 33 ] |
| 2005 | Troféu Jorge Lafond         | Alegoria | Grupo B | [ 33 ] |
| 2005 | Troféu Jorge Lafond         | Destaque | Grupo B | [ 33 ] |
| 2006 | Estandarte de Ouro          | Samba-enredo do Grupo A (Atual Série A) ("Gueledés, o retrato da alma" - Compositores: Sylvio Paulo, Espanhol, Fernando, Bola e Bira Só Pagode) | Grupo A | [ 26 ] |
| 2006 | S@mba-Net                   | Samba-enredo ("Gueledés, o retrato da alma" - Compositores: Sylvio Paulo, Espanhol, Fernando, Bola e Bira Só Pagode)                            | Grupo A | [ 34 ] |
| 2006 | Troféu Apoteose             | Samba-enredo ("Gueledés, o retrato da alma" - Compositores: Sylvio Paulo, Espanhol, Fernando, Bola e Bira Só Pagode)                            | Grupo A | [ 35 ] |
| 2006 | Troféu Jorge Lafond         | Samba-enredo ("Gueledés, o retrato da alma" - Compositores: Sylvio Paulo, Espanhol, Fernando, Bola e Bira Só Pagode)                            | Grupo A | [ 36 ] |
| 2006 | Plumas & Paetês             | Destaque (Marcos Lerroy) | Grupo A | [ 37 ] |
| 2007 | Troféu Jorge Lafond         | Samba-enredo ("A sinfonia brasileira das quatro estações" - Compositores: Carlinhos Maciel, Marcelo Poesia, Jairo do Recreio e Zilmar Conde)    | Grupo A | [ 38 ] |
| 2007 | Troféu Jorge Lafond         | Bateria (Mestre Ricardinho) | Grupo A | [ 38 ] |
| 2007 | S@mba-Net                   | Bateria (Mestre Ricardinho) | Grupo A | [ 39 ] |
| 2007 | Troféu Parangolé            | Carnavalesco Ilvamar Magalhães (Pelo designer das alegorias)                                                                                    | Grupo A | [ 40 ] |
| 2008 | S@mba-Net                   | Ala de passistas | Grupo B | [ 41 ] |
| 2008 | Troféu Parangolé            | Carnavalesco Severo Luzardo (Uso da cor: palheta luminosa; bom uso de padronagem e estamparias)                                                 | Grupo B | [ 42 ] |
| 2008 | Troféu Jorge Lafond         | Harmonia | Grupo B | [ 43 ] |
| 2009 | S@mba-Net                   | Comissão de frente (Coreógrafo responsável: Alexandre Alves)                                                                                    | Grupo B | [ 44 ] |
| 2009 | Troféu Jorge Lafond         | Bateria (Direção: Mestre Esteves) | Grupo B | [ 45 ] |
| 2009 | Troféu Jorge Lafond         | Intérprete (Leléu) | Grupo B | [ 45 ] |
| 2010 | S@mba-Net                   | Melhor desfile | Grupo B | [ 46 ] |
| 2010 | S@mba-Net                   | Desfile mais empolgante | Grupo B | [ 46 ] |
| 2010 | S@mba-Net                   | Bateria (Direção: Mestre Esteves) | Grupo B | [ 46 ] |
| 2010 | S@mba-Net                   | Intérprete (Ciganerey) | Grupo B | [ 46 ] |
| 2010 | S@mba-Net                   | Alegoria (3.ª alegoria - "Batalha de Flores")                                                                                                   | Grupo B | [ 46 ] |
| 2010 | Troféu Jorge Lafond         | Bateria (Direção: Mestre Esteves) | Grupo B | [ 47 ] |
| 2010 | Troféu Jorge Lafond         | Intérprete (Ciganerey) | Grupo B | [ 47 ] |
| 2010 | Troféu Jorge Lafond         | Porta-bandeira (Andreia Machado) | Grupo B | [ 47 ] |
| 2010 | Troféu Jorge Lafond         | Mestre-sala (Peixinho) | Grupo B | [ 47 ] |
| 2010 | Plumas & Paetês             | Figurinista (Severo Luzardo) | Grupo B | [ 48 ] |
| 2011 | Troféu Jorge Lafond         | Bateria (Direção: Mestre Esteves) | Grupo B | [ 49 ] |
| 2011 | Troféu Jorge Lafond         | Ala das baianas | Grupo B | [ 49 ] |
| 2011 | S@mba-Net                   | Ala das baianas | Grupo B | [ 50 ] |
| 2011 | Plumas & Paetês             | Compositores (Junior Parente, Rogério Soares, Torres, Péricles Amigos da Esquina e Luiz Carlos Russo)                                           | Grupo B | [ 51 ] |
| 2012 | Troféu Jorge Lafond         | Samba-enredo ("Nasceu, balançou, dançou!" - Compositores: Luiz do Peixe, Zacarias, Vel do Cajú, Marcelo Bezerra e Marquinho Foca)               | Grupo B | [ 52 ] |
| 2013 | Plumas & Paetês             | Carnavalesco (Severo Luzardo) | Série B | [ 53 ] |
| 2013 | Plumas & Paetês             | Compositores ( JL. Escafura, Alyson Oliveira, Edson Batista e Tião Pinheiro)                                                                    | Série B | [ 53 ] |
| 2013 | Prêmio Elite do Samba       | Melhor Harmonia | Série B |        |
| 2015 | SRZD-Carnaval               | Melhor escola da Intendente Magalhães | Série B | [ 54 ] |
| 2018 | Prêmio Intendente Magalhães | Melhor Harmonia | Série B |        |

## Segmentos

### Presidentes
| Presidentes             | Período       | Ref.   |
| ----------------------- | ------------- | ------ |
| Aynarim Manaia da Costa | 1974          | [ 55 ] |
| Ricardo                 | 1975          | [ 55 ] |
| Walmir da Costa Neves   | 1976-1978     | [ 55 ] |
| Ayrton da Motta Azevedo | 1979-1982     | [ 55 ] |
| Hélcio Aguiar           | 1983-1991     | [ 55 ] |
| Celso Paim              | 1992          | [ 55 ] |
| Luiz Martins Filho      | 1993-1995     | [ 55 ] |
| Hélcio Aguiar           | 1996-2000     | [ 55 ] |
| Marcos Kouri            | 2001-2002     | [ 55 ] |
| Marcos Funa             | 2003-2007     | [ 55 ] |
| Walter Ribeiro          | 2008-2009     | [ 55 ] |
| Julião Silva            | 2010-2012     | [ 55 ] |
| Tatiana Irineu          | 2013-2018     | [ 55 ] |
| Diná Santos             | 2019-2021     | [ 19 ] |
| Tatiana Santos          | 2021-presente |        |

### Intérpretes
| Intérpretes                      | Carnavais     | Ref.          |
| -------------------------------- | ------------- | ------------- |
| Sylvio Paulo                     | 1980–1986     | [ 56 ]        |
| Abílio Martins                   | 1987          | [ 56 ] [ 57 ] |
| Sylvio Paulo                     | 1988–1991     | [ 56 ]        |
| Nêgo                             | 1992          | [ 58 ]        |
| Juarez                           | 1993          | [ 59 ]        |
| Dedeco                           | 1994–1996     | [ 60 ]        |
| Nilson Di                        | 1997–2001     | [ 61 ]        |
| Fernandinho                      | 2002–2003     | [ 62 ]        |
| Leonardo Bessa                   | 2004–2005     | [ 63 ]        |
| Zé Paulo Sierra                  | 2006          | [ 64 ]        |
| Ciganerey                        | 2007          | [ 65 ]        |
| Sylvio Paulo e Juan Espanhol     | 2008          | [ 56 ]        |
| Silas Leléu                      | 2009          | [ 66 ]        |
| Ciganerey                        | 2010          | [ 65 ]        |
| Nino do Milênio                  | 2011–2012     | [ 67 ]        |
| Lequinho                         | 2013          | [ 4 ]         |
| Lucas Donato                     | 2014          | [ 68 ]        |
| Anderson Bala                    | 2015          | [ 69 ]        |
| Anderson Bala e Wander Timbalada | 2016          | [ 70 ]        |
| Léo Simpatia                     | 2017-2019     | [ 71 ]        |
| Ciganerey                        | 2020          | [ 19 ] [ 65 ] |
| Tem-Tem Jr                       | 2022          |               |
| Diego Nicolau e Pamela Falcão    | 2023          |               |
| Pamela Falcão e Thiago Acácio    | 2024-2025     |               |
| Pamela Falcão e Rodrigo Tinoco   | 2026-presente |               |

### Comissão de Frente
| Coreógrafos(as)                | Carnavais     | Ref. |
| ------------------------------ | ------------- | ---- |
| Alexandre Henrique e Xuxu      | 2005          |      |
| Júnior Scapin                  | 2006-2007     |      |
| Alexandre Henrique             | 2008-2011     |      |
| Mario Cardona                  | 2012-2013     |      |
| Fabiane Cavalcante             | 2014          |      |
| Márcio Moura                   | 2015          |      |
| Gabriel Castro e Mariana Reis  | 2016-2018     |      |
| Samuel Martins                 | 2019          |      |
| Rodrigo Sathler                | 2020          |      |
| Mario Cardona Jr               | 2022          |      |
| Fábio Batista                  | 2023          |      |
| Suelen Gonçalves e Karen Ramos | 2024-presente |      |

### Mestre-sala e Porta-bandeira

#### Primeiro casal
| Primeiro casal                  | Carnavais     | Ref.   |
| ------------------------------- | ------------- | ------ |
| Diego Falcão e Alessandra Bessa | 2004-2005     | [ 72 ] |
| Igor Leal e Bárbara Marcelle    | 2006          | [ 72 ] |
| Nívea e Wanderson Orelha        | 2007          | [ 72 ] |
| Wanderli e Fernanda Love        | 2008          | [ 72 ] |
| Márcio e Deborah                | 2009          | [ 72 ] |
| Peixinho e Andreia Neves        | 2010          | [ 72 ] |
| Daniel e Andreia Neves          | 2011          | [ 72 ] |
| Cristiano e Manoela             | 2012          | [ 72 ] |
| Kadu e Luiza Mendes             | 2013          | [ 72 ] |
| Fábio Rosa e Mônica Menezes     | 2014          | [ 72 ] |
| Pedro Figueiredo e Paula Campos | 2015          | [ 73 ] |
| Pedro Figueiredo e Paula Campos | 2016-2017     | -      |
| Anderson Abreu e Eliza Xavier   | 2018          | -      |
| Paulo Roza e Gislaine Lira      | 2019          | -      |
| Lucas Hassan e Gislaine Lira    | 2020-2022     | [ 19 ] |
| Yuri Souzah e Gislaine Lira     | 2023-2024     |        |
| Diego Falcão e Laryssa Victória | 2025          | -      |
| Diego Falcão e Denadir Garcia   | 2026-presente | [ 74 ] |

#### Segundo casal
| Segundo casal                   | Carnavais | Ref. |
| ------------------------------- | --------- | ---- |
| Pedro Figueiredo e Paula Campos | 2009-2010 |      |

#### Terceiro casal
| Terceiro casal                  | Carnavais | Ref. |
| ------------------------------- | --------- | ---- |
| Pedro Figueiredo e Paula Campos | 2008      |      |

### Bateria

#### Mestres
| Mestres de Bateria    | Carnavais  | Ref.   |
| --------------------- | ---------- | ------ |
| Paulinho Steves       | 2010-2012  |        |
| Jefinho               | 2013       |        |
| Vitinho               | 2014       | [ 72 ] |
| Paulinho Steves       | 2015-2017  | [ 14 ] |
| Bira Potyguara        | 2018       |        |
| André Cabide          | 2019-2022  | [ 19 ] |
| André Cabide e Marley | 2023       |        |
| Gilmar Cunha          | 2024-2025  |        |
| Laísa                 | 2026-atual | [ 75 ] |

#### Corte de Bateria
| Carnavais | Rainha                    | Madrinha          | Ref.          |
| --------- | ------------------------- | ----------------- | ------------- |
| 2006-2007 | Vânia Love                | -                 |               |
| 2008      | Cibele Ramos              | -                 | [ 76 ]        |
| 2009      | Raíssa Miure              | Aline Maria       | [ 77 ]        |
| 2010      | Bianca Salgueiro          | Aline Maria       | [ 78 ]        |
| 2011      | Aline Maria               | Mariana Souza     | [ 79 ] [ 80 ] |
| 2012      | Luisa Langer              | -                 | [ 81 ]        |
| 2013      | Emanuelle Louise          | Monalisa Carvalho | [ 82 ]        |
| 2014      | Emanuelle Louise          | Bianca Bastos     |               |
| 2015-2016 | Tina Bombom               | -                 | [ 13 ]        |
| 2017-2018 | Kamila Reis               | -                 |               |
| 2019      | Anny Santos               | -                 |               |
| 2020      | Sandreline Chaves “Linne” | -                 | [ 19 ]        |
| 2022      | Lívia Portela             | -                 |               |
| 2023      | Heather Anchieta          | -                 |               |
| 2024      | Graciele Chaveirinho      | -                 |               |
| 2025-     | Giselle Farias            | -                 | [ 83 ]        |

### Direção de Carnaval
| Diretores de Carnaval                                            | Carnavais     | Ref.   |
| ---------------------------------------------------------------- | ------------- | ------ |
| Comissão de Carnaval                                             | 2010          |        |
| Marquinhos do Toldo                                              | 2011          |        |
| Celso Cordovil                                                   | 2012-2013     |        |
| Dina Quirino, Simone Azevedo, Olga, Nelio Azevedo e Orlando Leal | 2014-2017     | [ 72 ] |
| Dionízio Mendes                                                  | 2018          |        |
| Cris das Placas, Vitor Cavalcante e Michel Porto                 | 2019          |        |
| Aryan, Victor Cavalcante, Michel Porto, Nélio Azevedo, Fabiano   | 2020          | [ 19 ] |
| Victor Cavalcante, Nélio Azevedo e Michel Porto                  | 2022          |        |
| Michel Porto e Junior Fionda                                     | 2023-presente |        |

### Direção de Harmonia
| Diretores de Harmonia | Carnavais     | Ref. |
| --------------------- | ------------- | ---- |
| Nélio Azevedo         | 2010-presente |      |